# Wood Lane (metropolitana di Londra)
Wood Lane è una stazione della Metropolitana di Londra, servita dalle linee Circle e Hammersmith & City.
Sebbene si trovi su un tratto di linea aperto fin dal 1864, la stazione è nuova ed è stata aperta nel 2008. Si trova vicino alla omonima stazione, all'epoca servita dalla Linea Metropolitan, chiusa nel 1959.

## Storia
La Hammersmith & City line fu aperta il 13 giugno 1864 come diramazione per Hammersmith della Metropolitan Railway (MR). Questo tratto entrò a fare parte della London Underground nel 1933 e divenne una linea separata il 30 luglio 1990.
Nel 1908 nell'area in seguito nota come White City si svolsero sia la Franco-British Exhibition, (un'Esposizione Franco-Britannica pensata per rafforzare l'entente cordiale siglata quattro anni prima tra Francia e Inghilterra) sia i giochi dell'Olimpiade di Londra 1908. La MR aprì una stazione nella zona per servire il pubblico di questi eventi, costruita sul viadotto adiacente al ponte ferroviario che scavalca Wood Lane. Tra il 1920 e il 1959 la stazione veniva utilizzata solo occasionalmente in occasione di esposizioni o eventi sportivi al vicino White City Stadium. In seguito a un incendio, fu chiusa il 24 ottobre 1959.
Nei 49 anni successivi, la zona di Wood Lane fu servita solo dalla stazione di White City sulla linea Central: sulla Hammersmith & City line la stazione più vicina era quella di Shepherd's Bush (oggi ribattezzata Shepherd's Bush Market) a circa un chilometro di distanza.
Nel 2005 la zona di Shepherd's Bush fu interessata da una vasta opera di riqualificazione urbana, con l'apertura del grande centro commerciale Westfield. Nell'ambito dei lavori vennero intraprese anche opere di miglioramento del trasporto pubblico, con la ricostruzione della stazione di Shepherd's Bush sulla linea Central, l'apertura di una nuova stazione ferroviaria, denominata anche essa Shepherd's Bush, sulla linea West London Line (oggi servita dalla London Overground) e due nuove stazioni degli autobus. Per evitare confusione, la stazione di Shepherd's Bush sulla Hammersmith & City line venne ribattezzata Shepherd's Bush Market.
Fu inoltre deciso di costruire una nuova stazione sulla linea Hammersmith & City, situata a breve distanza a nord-est della precedente stazione della linea Metropolitan. Nel 2006 la Transport for London annunciò che il nome scelto per la nuova stazione sarebbe stato Wood Lane. Fu la prima volta in assoluto che il nome di una stazione già chiusa venne usato per battezzare una nuova stazione.
La stazione aprì il 12 ottobre 2008. Il 13 dicembre 2009 Wood Lane fu aggiunta anche alla linea Circle, quando la linea fu estesa fino a Hammersmith.

## Strutture e impianti

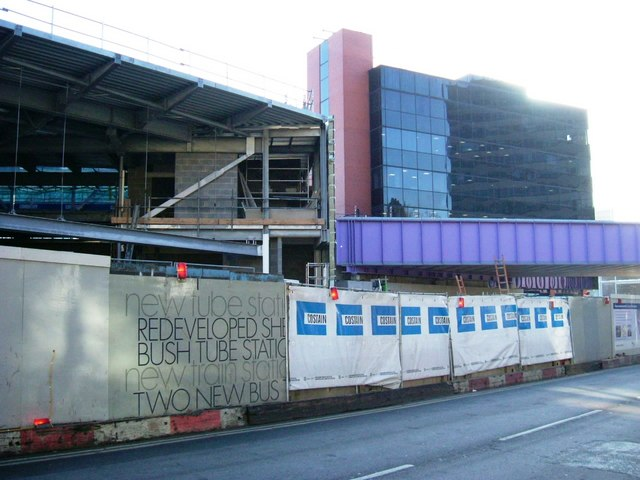
La stazione in costruzione nel 2008.

La stazione di Wood Lane è stata progettata dallo studio di architettura Ian Ritchie. L'edificio è rivestito in acciaio inossidabile, alluminio anodizzato e granito, con una facciata in vetro alta 25 metri. Occupa uno spazio di forma irregolare situato fra Wood Lane e il viadotto della ferrovia. La costruzione ha richiesto particolari accorgimenti dato che l'edificio si trova al di sopra del tracciato della linea Central. Entrambe le linee sono rimaste in funzione durante i lavori per la costruzione della stazione, che si sono svolti principalmente di notte.
La struttura della stazione ingloba al suo interno il viadotto ferroviario e le piattaforme sono accessibili per mezzo di scale e ascensori situati su entrambi i lati della linea. Nel corso della costruzione il ponte della linea Hammersmith & City su Wood Lane è stato allargato per lasciare spazio ad un nuovo binario della linea Central che conduce al nuovo deposito ferroviario, situato sotto il centro commerciale Westfield.
È compresa all'interno della Travelcard Zone 2.

## Interscambi
La stazione di White City si trova poco distante, permettendo l'intercambio con la linea Central.
Nelle vicinanze della stazione effettuano fermata numerose linee automobilistiche di superficie urbane, gestite da London Buses.
- (White City - Linea Central);
- Fermata autobus